# ماغي حسن
ماغي حسن مارغريت وود حسن بالإنجليزية Margaret "Maggie" Wood Hassan ، ولدت في 27 فبراير 1958 هي الحاكمة المنتخية لولاية نيوهامبشير الأميركية في يناير 2013 ، وهي الحاكمة الحادية والثمانون للولاية ، وهي ثاني امرأة يتم انتخابها للمنصب ، وهي عضو في الحزب الديمقراطي الأمريكي مثلت الدائرة الثالثة والثلاثين في برلمان الولاية من 2004 إلى 2010 وقادت كتلة الأغلبية في هذه الفترة
1. ↑  "Faith on the Hill" (بالإنجليزية). 3 Jan 2017. Retrieved 2023-04-17.
2. ↑   https://www.concordmonitor.com/NH-governor-Maggie-Hassan-signs-bills-to-curb-child-abuse-2645849#lg=1&slide=0. {{استشهاد ويب}}: |url= بحاجة لعنوان (مساعدة) والوسيط |title= غير موجود أو فارغ (من ويكي بيانات) (مساعدة)
3. 1 2   http://bioguide.congress.gov/scripts/biodisplay.pl?index=H001076. {{استشهاد ويب}}: |url= بحاجة لعنوان (مساعدة) والوسيط |title= غير موجود أو فارغ (من ويكي بيانات) (مساعدة)
4. ↑  Biographical Directory of the United States Congress (بالإنجليزية), United States Government Publishing Office, 1903, QID:Q1150348
5. ↑   https://github.com/unitedstates/congress-legislators. {{استشهاد ويب}}: |url= بحاجة لعنوان (مساعدة) والوسيط |title= غير موجود أو فارغ (من ويكي بيانات) (مساعدة)
6. ↑  خبر فوز ماغي حسن بمنصب حاكم نيو هامبشي نسخة محفوظة 17 يناير 2014 على موقع واي باك مشين.